# Diabolik: The Original Sin
Diabolik: The Original Sin è un'avventura grafica 3D sviluppata dalla software house italiana Artematica e diretta da Riccardo Cangini, ispirata al personaggio del famoso fumetto italiano Diabolik, creato da Angela e Luciana Giussani nel 1962.

## Trama

### Prologo: 15 anni prima
Monroe, Il duca di Denvon, un piccolo Stato vicino a Clerville, affida al suo ultimo fidato amico e consigliere un oggetto apparentemente inutile: un fazzoletto. L'uomo sostiene che esso è la chiave per un grandissimo segreto, che va protetto dal figlio Goran, che ha abbandonato la famiglia per dedicarsi alla carriera militare e progetta un golpe ai danni del padre.
Infatti pochi giorni dopo il duca viene ucciso dai suoi uomini, ma quando Goran va in cerca del tesoro dei Monroe non lo trova: esso è stato nascosto in un luogo segreto, e poiché per assumere il potere su Denvon esso è necessario, Goran deve rintracciarlo.
Nel frattempo, il consigliere del duca Monroe tenta di farsi aiutare da suo genero, un colonnello di Goran, che tuttavia rifiuta di assumersi le proprie responsabilità.
Così l'uomo consegna il misterioso fazzoletto a Helena, sua nipote, che lo nasconde nella sua cameretta.

### Ai giorni nostri: Eva Kant in prigione: Prologo
Eva Kant, la compagna di Diabolik, si risveglia prigioniera in una cella, e tenta di liberarsi; quando sta per riuscire a evadere, una porta si apre e degli uomini di Goran la rispediscono dentro, gettandole addosso un cadavere. Eva scopre che quel cadavere indossa una delle loro maschere: gliela leva e scopre il volto del suo amato Diabolik: sarà davvero morto?

### 72 ore prima
La misteriosa organizzazione nota come Rosa Bianca, dietro la quale si cela Goran, ha rapito Eva, e ha spedito a Diabolik una lettera di ricatto: se vorrà rivedere viva la sua donna dovrà rubare un quadro intitolato Original Sin, che si trova su un treno in attesa di essere trasferito a un museo straniero; Diabolik, con la sua abilità, è l'unico in grado di impadronirsene.
Grazie ai suoi trucchi, il ladro riesce in effetti a recuperare il quadro, ma quando sta per fuggire il treno esplode, e un gruppo di sicari gli toglie il quadro e getta il corpo di Eva in un lago, a ridosso di una centrale idroelettrica.
Diabolik non perde tempo, e riesce a rintracciare la sua donna all'interno della centrale; quando la trova, tuttavia, scopre che in realtà quella non è Eva, ma un'altra donna, uccisa e mascherata in modo da somigliarle.

### Denvon
Diabolik torna quindi al suo rifugio, dove si cura e riesce a rintracciare l'elicottero dei suoi nemici: esso, e forse Eva, si trovano quindi a Denvon.
Diabolik parte per quel piccolo Stato, ma quando sta per entrarci un ponte esplode e lui viene gravemente ferito nella deflagrazione.
Fortunatamente viene aiutato da Helena, una giovane rivoltosa che gli rivela la verità: Goran cerca Original Sin perché esso racchiude una parte del segreto per giungere al tesoro. La ragazza che Diabolik ha trovato nella centrale idroelettrica era Catrina, sua sorella; per questo motivo la donna aiuta Diabolik a scappare e a raggiungere in mongolfiera il castello di Goran, dov'è rinchiusa Eva.
Grazie a uno stratagemma riesce a trovarla e liberarla (il cadavere non era il suo, ma quello di una guardia da lui uccisa con indosso una doppia maschera), e i due tornano insieme al rifugio.

### Il secondo Original Sin
Una volta a casa, Diabolik riceve un altro messaggio di Goran: mentre la teneva prigioniera, egli ha iniettato a Eva un potente veleno che, se non curato con un antidoto, la ucciderà entro 5 ore. Per salvarla, Diabolik dovrà rubare anche il secondo Original Sin, conservato nella pinacoteca di Clerville. Grazie a un piano astuto, nonché all'aiuto dell'ispettore Ginko, Diabolik ed Eva recuperano anche il secondo quadro, ma Goran non concede loro l'antidoto: ha infatti bisogno di loro per localizzare il tesoro. Ginko (prima) per impedire a Diabolik di non prendere il quadro Original Sin lascia una bomba dietro al quadro: nei panni del detective deve liberare tutte le porte e far uscire tutti: ma non tutti. Il ristorante esplode. Diabolik ed Eva fuggono e tornano a casa sua per localizzare i due quadri: l'indizio è sangue!

### Il segreto di Denvon
Nel loro rifugio, Diabolik ed Eva riescono a capire il segreto dei due quadri: essi funzionano come una specie di mappa, che porta al Monastero di Denvon. I due si recano lì, e vi trovano Goran, che tiene in ostaggio Helena.
Goran uccide la ragazza, ma Diabolik riesce a recuperare l'antidoto e a uccidere Goran.
Prima di morire, Helena rivela a Diabolik che la chiave per il tesoro è nascosta in una strana filastrocca ricamata sul fazzoletto che suo nonno le diede tanti anni prima: nei suoi versi si fa riferimento a uno speciale codice per aprire la stanza del tesoro. Diabolik ed Eva portano via tutto il tesoro e scappano, mentre Denvon, libera dalla dittatura tirannica di Goran, può tornare a vivere.

## Modalità di gioco
Pur non rispettando appieno tutti i canoni del genere, Diabolik: The Original Sin è un'avventura grafica e appartiene in massima parte alla categoria dei punta e clicca; nonostante questo, il suo gameplay è molto variegato e presenta anche elementi di action RPG.
La grafica è interamente in 3D, con fondali sostanzialmente statici e personaggi con il proprio modello originale. Vi sono poi due tipi di filmati: alcuni sono in 3D, nello stesso motore grafico del gioco, mentre in altri la visuale cambia e diventa un fumetto in bianco e nero.
Le missioni sono principalmente costituite da una minuziosa esplorazione alla ricerca di oggetti da esaminare, raccogliere o utilizzare per compiere determinate azioni; in alcuni frangenti è necessario anche risolvere degli enigmi, che a volte comportano l'utilizzo di oggetti rinvenuti all'interno del livello o già in dotazione nell'inventario che il personaggio controllato ha all'inizio del livello.
In alcuni casi, poi, bisogna muoversi molto piano per non essere scoperti da guardie o telecamere; è possibile utilizzare coltelli da lancio e una cerbottana che spara aghi soporiferi.
Durante alcuni filmati, poi, è necessario compiere delle azioni "Quick-time", ossia premere una sequenza di tasti in un breve lasso di tempo, pena il game over.
È interessante notare come il gameplay cambi a seconda del personaggio controllato: Diabolik infatti è più portato all'azione e deve risolvere gli enigmi più complicati; Eva compie invece azioni "di supporto", più di intelletto che d'azione, che permettono a Diabolik di procedere nel livello. Il livello con Helena, invece, consiste nella risoluzione di enigmi attinenti all'ambiente circostante, che le permettano di andare avanti.

## Team creativo
Il tema Diabolik è a cura di Andrea Vialardi.
L'art design a cura di Andrea Cuneo.

## Accoglienza
Il videogioco ha ricevuto, in linea di massima, pareri contrastanti da parte della critica specializzata. Il sito Game Boomers, pur non definendolo un titolo da incetta di premi, lo trova tutto sommato abbastanza divertente da giocare, dandogli come voto una B-, mentre quello italiano Adventures Planet ne loda particolarmente l'impianto stilistico (giudizio, in questo, condiviso anche dallo spagnolo Vandal e dal russo Ignoramia, che mostrano di apprezzare l'emulazione stilistica dell'originale medium dell'opera di riferimento), indicando però quali note di demerito l'eccessiva lentezza della prima parte del gioco - in relazione soprattutto alla brevità del titolo - e la qualità delle texture ed in generale la tenuta dell'intero comparto grafico, pur ritenendo il gioco un grande passo in avanti rispetto ai precedenti titoli della casa. 
Adventure Gamers ne loda il particolare stile narrativo, la sua trama - pur ritenendo che la qualità della narrazione non sia sempre costante nel corso del gioco -, la sua riuscita atmosfera di suspense e la sua colonna sonora, criticando altresì la linearità del gameplay e la sua scomoda interfaccia di gioco, in particolare per l'utilizzo della telecamera fissa, ritenuta piuttosto scomoda. Adventure Classic Gaming lo ritiene un titolo di scarso impatto, mentre il sito francese Jeuxvideo.com definisce la trama convenzionale, seppur efficace, e il gameplay noioso e poco ispirato, lodando però la colonna sonora, che trova piacevole. Gamekult lo giudica eccessivamente lineare e formulare, mentre Eurogamer ritiene che il gioco sia malcalibrato. È stroncato senza mezzi termini da 3D Juegos, che lo ritiene un titolo mediocre e per nulla stimolante, e da Stop Game, che trova trama, grafica, doppiaggio e gameplay equamente orrendi.
Vinse il premio per il miglior videogioco al Premio PlayMONT, Festival Internazionale del Multimediale, Montoro Superiore, 2008.
La rivista Play Generation lo classificò come il quarto titolo italiano più acclamato e il quinto punta e clicca più stuzzicante tra quelli disponibili su PlayStation 2.